# Lijst van rijksmonumenten in Oudeschans
De plaats Oudeschans telt 10 inschrijvingen in het rijksmonumentenregister. Hieronder een overzicht. 
| Object                                                                              | Oorspronkelijke functie?  | Bouwjaar                                                               | Architect          | Locatie           | Coördinaten?                | Nr.?   | Afbeelding                                               |
| ----------------------------------------------------------------------------------- | ------------------------- | ---------------------------------------------------------------------- | ------------------ | ----------------- | --------------------------- | ------ | -------------------------------------------------------- |
| Hervormde kerk en pastorie                                                          | Kerk en kerkonderdeel     | 1626 1772 (dakruiter, pastorie) 1826 en 1858 (herst.) 1974-'75 (rest.) | W. van Rees (1858) | Molenweg 2        | 53° 8' 17" NB, 7° 8' 25" OL | 8913   | Meer afbeeldingen                                        |
| Grote Oldambster boerderij met dwarsgebouwd voorhuis onder eigen schilddak (Uniken) | Boerderij                 | ca. 1770 1857 (voorhuis)                                               |                    | Poortweg 1        | 53° 8' 16" NB, 7° 8' 21" OL | 8914   | Meer afbeeldingen                                        |
| Pand onder zadeldak tegen puntgevel                                                 | Woonhuis                  | mog. 17e eeuw (kern)                                                   |                    | Voorstraat 14     | 53° 8' 16" NB, 7° 8' 32" OL | 8915   | Pand onder zadeldak tegen puntgevel                      |
| Pand onder flauw hellend zadeldak met wolfseind boven voorgevel                     | Woonhuis                  | mog. 17e eeuw (kern)                                                   |                    | Voorstraat 20     | 53° 8' 17" NB, 7° 8' 31" OL | 8916   | Meer afbeeldingen                                        |
| Pand onder flauw hellend zadeldak met wolfseind boven voorgevel                     | Woonhuis                  | mog. 17e eeuw (kern)                                                   |                    | Voorstraat 22     | 53° 8' 17" NB, 7° 8' 30" OL | 8917   | Meer afbeeldingen                                        |
| Verhoogde rest noordoostelijk bastion met begraafplaats (Doodenbastion)             | Fort, vesting en -onderdl | kort na 1974 (reconstr.)                                               |                    | Schanspad         | 53° 8' 18" NB, 7° 8' 35" OL | 8918   | Meer afbeeldingen                                        |
| Deel van de Aa dat als vestinggracht om de vesting loopt                            | Gracht                    |                                                                        |                    | westzijde vesting | 53° 8' 17" NB, 7° 8' 12" OL | 8919   | Deel van de Aa dat als vestinggracht om de vesting loopt |
| Bastionvormig terrein begrensd door de Aa                                           | Fort, vesting en -onderdl | kort na 1974 (reconstr.)                                               |                    | zuidzijde vesting | 53° 8' 13" NB, 7° 8' 31" OL | 8920   | Meer afbeeldingen                                        |
| Woonhuis met aangebouwde schuur bij stelmakerij                                     | Woonhuis                  | 1902                                                                   |                    | Voorstraat 12     | 53° 8' 16" NB, 7° 8' 32" OL | 520903 | Meer afbeeldingen                                        |
| Stelmakerij                                                                         | Industrie                 | 1907                                                                   |                    | bij Voorstraat 12 | 53° 8' 16" NB, 7° 8' 32" OL | 520904 | Stelmakerij                                              |